# Alfonso Aragón Sac
Alfonso Aragón Sac, conegut com a Fofito (l'Havana, 28 de juliol de 1949) és un pallasso i cantant espanyol, membre del grup dels Los payasos de la tele.

## Inicis professionals
Fill d'Alfonso Aragón Bermúdez, el famós Fofó, i nebot dels també coneguts pallassos Miliki i Gaby, va debutar amb el seu pare i els seus oncles al Canal 8 de la televisió veneçolana en 1968, quan el trio Gaby, Fofó i Miliki van decidir incorporar als seus fills al seu espectacle. Alfonso Aragón Sac va adoptar llavors el nom artístic de Fofito. L'experiència, en la qual també van participar els seus germans Adolfo i Rodolfo, els seus cosins Emilio, Rita i Pili (fills de Miliki) i Mari Carmen i Maribel (filles de Gaby), no va collir un excessiu èxit i la fórmula d'incorporar a tota la prole es va rebutjar en els següents projectes.

## Els Pallassos de la tele
Només Fofito es va mantenir al programa televisiu que els germans Aragón van estrenar en la televisió argentina en 1971, sota el títol de El zapato roto. Un any després protagonitza amb el seu pare i els seus oncles les pel·lícules Había una vez un circo i Els padrinos, i finalment tota la família es trasllada a Espanya on, des El gran circo de TVE, el seu programa de Televisió espanyola i una vegada convertits en Els pallassos de la tele, aconsegueixen una popularitat extraordinària.

## Fofito i Rody
Després de la cancel·lació del programa en 1983 i la separació professional de Miliki aquest mateix any, Fofito continua donant representacions circenses amb el seu oncle Gaby i el seu germà Rodolfo. En 1987 Gaby forma la seva pròpia troupe dels Gabytos, i Fofito i Rody es constitueixen en tàndem artístic. En 1988 graven el disc El quid de la cuestión, i en 1991 Mamma mía. Aquest mateix any, la parella torna a televisió donant la rèplica humorística a Ana Obregón a l'espai musical de TVE Caliente. Més tard, en 1994, realitzen el programa infantil Tras 3 tris en Antena 3.
En aquesta època els dos germans graven un disc, que és denunciat per induir a l'agressivitat infantil i acabaria sent retirat del mercat. A partir de 1995, Rody iniciaria en solitari la seva carrera com a presentador de televisió.

## Vida personal
Està casat amb Marianela Fernández-Cuervo des de 1971 a Puerto Rico i té tres filles Mónica, María Teresa "Maite" i Marianela "Nela".

## Trilocos
Va participar en el programa infantil Trilocos, dirigit per Miliki, en 1999 en el paper de Fofi, fins que va abandonar la sèrie l'any 2000.

## Carrera en solitari
En 1999 promou la publicació d'un disc dedicat a la memòria del seu pare, en el qual es recopilen les cançons tradicionals del grup, i que es denomina Homenaje a Fofó: Había una vez.
Durant els primers anys de la dècada del 2000 va col·laborar en el circ de Marcos Cessar (Actual Marcos Cessar Acció Motor).
En 2004 recupera la seva faceta de pallasso amb l'espectacle Recuerdos, amb el qual recorre Espanya. L'any següent farà el mateix amb A todos los niños del mundo. Un any més tard té una petita aparició en la pel·lícula Torrente 3: El protector de Santiago Segura. En 2006 va publicar el disc recopilatori Las canciones de siempre como nunca. Des de 2007 fins entrada la dècada de 2010, va recórrer localitats en el circ de la família Segura, juntament amb la seva filla Mónica Aragón.
En 2008 saca un disc anomenat:"Fofito y los juegos de la calle" que tracta que aquest va a un col·legi a divertir als nens ensenyant-los jocs de palmells, saltar a la corda, jugar amb la goma i divertides i entretingudes cançons.
En 2010 va interpretar al pallasso llest en la pel·lícula Balada triste de trompeta, dirigida per Álex de la Iglesia, amb una molt bon acolliment per part de la crítica. Molt diferent a com actua normalment per als nens, ja que es queixa de la guerra usant paraules grolleres. També va posar la veu a un pallasso de joguina en Toy Story 3 També en 2010, surt a la venda un CD titulat Pequeño Planeta Vol.1, que col·labora al costat del seu germà i Miliki, amb les cançons dels pallassos de la tele.
En 2011 rep la medalla d'or de l'Associació d'Amics dels Teatres d'Espanya, el seu més alta distinció per una extraordinària carrera dedicada a les arts circenses.
En 2012, surt a la venda el seu quart disc en solitari titulat 50 años de ilusión, en el qual canta les típiques cançons dels Pallassos de la Tele al costat d'artistes com Rody Aragón, Miliki, Monserrat Caballé o Julio Iglesias.
En 2012, Fofito compleix 50 anys al món de l'espectacle, i per això, a part de l'àlbum, realitza una gira per tot Espanya amb el musical Fofito, 50 años de ilusión. En el Nadal d'aquest mateix any, va aconseguir gran notorietat i repercussió mediàtica la seva col·laboració en publicitat, en l'anunci per a televisió d'una marca d'embotits titulat El currículum de todos, que va protagonitzar sota adreça de la cineasta Icíar Bollaín, i amb presència d'alguns de personalitats relavantes del país com Iñaki Gabilondo, Luis del Olmo, Chus Lampreave, Candela Peña, Enrique San Francisco, Los Morancos, Chiquito de la Calzada, Santiago Segura i Las Hermanas Hurtado. També va participar en l'anunci d'aire condicionat de la marca Daikin.
En 2013 dona el salt als escenaris, amb el musical ¿Cómo están ustedes?. El musical, que protagonitza amb el seu germà i la seva filla Mónica en el Teatre Nou Apol·lo de Madrid. Tres anys més tard torna als escenaris al costat de la seva filla en l'espectacle Aquellas meriendas.

## Televisió
- El show de las cinco, Canal 8 (Venezuela) (1968)
- Las Aventuras de Gaby, Fofó y Miliki, TVE (1972-1973)
- Cantar y reír, TVE (1974-1976)
- El gran circo de TVE, TVE (1974-1981)
- El loco mundo de los payasos, TVE (1982-1983)
- Tompy, el conejito de trapo (1982)
- Caliente, TVE (1991)
- Tras 3 tris, Antena 3 (1993-1995)
- Trilocos, La 2 (1999-2000)

## Discografia
- Din, don, din, don / El comelón (single) (1971)
- A sus amiguitos... (1971)
- Gaby, Fofó y Miliki y sus hijos (1971)
- Hola don Pepito, Hola don José (1971)
- Todos los niños del mundo son nuestros amiguitos (1972)
- Mami de mis amores / Feliz, feliz en tu día (1972)
- Temas de la película "Había una vez un circo" (EP) (1972)
- Había una vez un circo (1973)
- Había una vez un circo / Don Pepito (single) (1974)
- Los días de la semana / Chévere chévere chon (single) (1974)
- Mami de mis amores / Los días de la semana (single) (1974)
- La gallina Papanatas / Mi barba (single) (1974)
- Gaby, Fofó y Miliki con Fofito (1974)
- Los más grandes éxitos (1975)
- Susanita, Papá y Mamá, El sombrero de Gaspar, etc. (1975)
- Susanita / Los soldados de la risa (single) (1975)
- La familia unida (1976)
- Porompompóm, Manuela / ¿Qué nos da el cerdito? (single) (1977)
- Había una vez un disco (1977)
- Como me pica la nariz (1979)
- Como me pica la nariz / Animales F.C (single) (1979)
- Cantando, siempre cantando (1980)
- Vaya mentira / La marcha de las letras (single) (1980)
- Discolandia (1980)
- El loco mundo de los payasos (1982)
- El locomundo de los payasos / De cachibú de cachivaca (single) (1982)
- Superpeques (1983)
- La historia de los payasos (1983)
- Los payasos de la tele (EP) (1986)
- Pitrinqui pitranca / Tírame la pelota (single) (1986)
- El quid de la cuestión (1988)
- ¡¡Mamma mía!! / Tras 3 tris (1991)
- Mamma mía / Mamma mía (single) (1991)
- Mi nena (single) (1994)
- Nuestras canciones (2015)

## Discografia en solitari
- "Homenaje a Fofó I: Había una vez" (1999)
- ''Homenaje a Fofó II: A todos los niños del mundo'' (2000)
- ''Las canciones de siempre como nunca'' (2006)
- ''Fofito y los juegos de la calle'' (2008)
- ''50 años de ilusión'' (2012)

## Filmografia
- Había una vez un circo (1972)
- Los padrinos (1973)
- Torrente 3: El Protector (2006)
- Toy Story 3 (2010)
- Balada triste de trompeta (2011)

## Videoclips
- 2008: Mai sey for yuti
- 2008: Al pasar la barca
- 2012; "El curriculum de tu vida"

## Espectacles
- El circo de las Navidades (1974)
- Los Superpayasos de la Televisión (1975)
- El circo de las Navidades (1977)
- Festival Mundial del Circo (1977)
- El fabuloso mundo del circo (1985)
- Recuerdos (2006)
- Estrellas de la risa (2006)
- Sonrisas (2008-2010)
- Fofito, 50 años de ilusión (2012)
- ¿Cómo están ustedes? El musical (2013)
- Los Payasos de la tele, El Musical. (Una aventura encantada) (2013)
- Aquellas meriendas (2016)